# Georg Lakon
Georg Lakon (* 23. April 1882 in Athen, Königreich Griechenland; † 7. Januar 1959 in Stuttgart) war ein deutscher Botaniker und Saatgutforscher.

## Leben und Wirken
Georg Lakon, Sohn eines Mathematikprofessors, studierte Naturwissenschaften an der Universität Athen und promovierte dort im Jahre 1904. Nach mehrjähriger Assistententätigkeit an botanischen Universitätsinstituten in Deutschland übernahm er 1913 die Leitung der Landesanstalt für Samenprüfung an der Landwirtschaftlichen Hochschule Hohenheim. Hier wirkte er bis zu seiner Pensionierung im Jahre 1950. Nachdem er sich 1919 an der Technischen Hochschule Stuttgart mit einer Arbeit über insektentötende Pilze habilitiert hatte, hielt er auch dort bis 1924 – zuletzt als außerordentlicher Professor – Vorlesungen über Allgemeine Botanik.
Als Dozent an der Landwirtschaftlichen Hochschule Hohenheim vertrat Lakon das Gesamtgebiet der Samenkunde und Saatgutprüfung. Sein Forschungsschwerpunkt war die Keimungsphysiologie des Saatgutes. Er entwickelte eine biochemische Methode zur Bestimmung der Keim- und Lebensfähigkeit von Saatgut. Als "Topographisches Tetrazoliumverfahren" galt diese Prüfmethode jahrzehntelang als ein Standardverfahren in der Saatgutprüfung. Von 1949 bis zu seinem Tode war Lakon Redakteur für die wissenschaftlichen Beiträge der Zeitschrift "Saatgut-Wirtschaft".

## Veröffentlichungen (Auswahl)
- Die Insektenfeinde aus der Familie der Entomophtoreen: Beiträge zu einer Monographie der insektentötenden Pilze. Habil. Schr. Techn. Hochschule Stuttgart 1919.
- Das Schwinden der Keimfähigkeit der Samen, insbesondere bei Getreidefrüchten. In: Berichte der Deutschen Botanischen Gesellschaft Bd. 57, 1939, S. 191–203.
- Topographischer Nachweis der Keimfähigkeit der Getreidefrüchte durch Tetrazoliumsalze. In: Berichte der Deutschen Botanischen Gesellschaft Bd. 60, 1942, S. 299–305.
- Topographischer Nachweis der Keimfähigkeit von Mais durch Tetrazoliumsalze. In: Berichte der Deutschen Botanischen Gesellschaft Bd. 60, 1942, S. 434–444.